# Свадьбичи
Свадьбичи (бел. Свадзьбічы) — деревня в Берёзовском районе Брестской области Белоруссии. Входит в состав Сигневичского сельсовета.

## География
Деревня находится в центральной части Брестской области, при автодороге Н-26100, на расстоянии приблизительно 13 километров (по прямой) к юго-западу от города Берёза, административного центра района. Абсолютная высота — 149 метров над уровнем моря. Площадь населённого пункта — 0,7068 км².

## История
По состоянию на 1905 год, в Свадьбичах проживало 242 человека. В административном отношении деревня входила в состав Ревятичской волости Пружанского уезда Гродненской губернии.
Согласно Рижскому мирному договору (1921), деревня вошла в состав межвоенной Польши. Входила в состав гмины Ревятичи Пружанского повета Полесского воеводства Польши. В 1921 году числилось 78 жителей, проживавших в 14 домах. В этническом составе населения того периода белорусы составляли 100 %. В конфессиональном составе населения преобладали православные христиане (100 %).
С 1939 года в БССР, с 1940 года деревня в составе Ревятичского сельсовета, с 1954 года — в Сигневичском сельсовете.

## Население
По данным переписи 2019 года, в деревне проживало 13 человек.
| Год  | Население, человек |
| ---- | ------------------ |
| 1905 | 242                |
| 1921 | ↘ 78               |
| 2009 | ↘ 29               |
| 2019 | ↘ 13               |